# 森田峠
森田 峠（もりた とうげ、1924年10月16日 - 2013年6月6日）は、俳人。本名・康秀。

## 生涯
大阪府生。國學院大學国文科卒。1942年より作句し「誹諧」の高浜虚子・年尾選に投句。1944年、岡安迷子に師事。迷子に連れられて小諸に疎開中の虚子に会いに行き、この際に虚子から「峠」の俳号を貰った。
1951年、兵庫県尼崎市尼崎高等学校に教員として奉職。同年、阿波野青畝の「かつらぎ」に入会。翌年より長く編集長を務めたのち、1990年に青畝より「かつらぎ」主宰を継承。2013年、同名誉主宰に就任。また俳人協会顧問も務めた。
代表句に「箱河豚の鰭は東西南北に」などがある。虚子・青畝に学んだ写生を信条とし、吟行を重んじた。1986年句集『逆瀬川』により第26回俳人協会賞、2004年句集『葛の崖』により第19回詩歌文学館賞受賞。
2013年6月6日死去、88歳。

## 著書
句集
- 『避暑散歩』 牧羊社、1973年
- 『三角屋根』 本阿弥書店、1981年
- 『逆瀬川』 角川書店、1986年
- 『森田峠作品集』 本阿弥書店、1991年
- 『雪紋』 角川書店、1994年
- 『牧開』 角川書店、1999年
- 『葛の崖』 本阿弥書店、2000年
- 『四阿』 角川書店、2006年
- 『甲山』 文学の森、2011年
- 『朴の木山荘』 角川学芸出版、2014年
- 『森田峠全句集』　ふらんす堂、2021年

俳書
- 『青畝句集『万両』全釈』 角川書店、1976年
- 『三冊子を読む』 本阿弥書店、1993年
- 『青畝俳句365日』 梅里書房、1998年
- 『写生派のこころ 峠俳話』 本阿弥書店、2005年